# Ayça Bingöl
Ayça Bingöl (Estambul, 16 de enero de 1975) es una actriz turca, conocida por su papel como Cemile Akarsu en la serie Öyle Bir Geçer Zaman Ki.

## Carrera
En 1998, Bingöl se graduó en el Departamento de Teatro del Conservatorio Estatal de la Universidad de Estambul. Además, se ha desempeñado como rostro de comerciales, y también como actriz de doblaje.

## Vida personal
Desde 2001 está casada con el productor Ali Altuğ con quien tiene dos hijas, las gemelas Aylin y Leyla. 

## Filmografía

### Series
| Año       | Título                  | Personaje     | Nota(s)      |
| --------- | ----------------------- | ------------- | ------------ |
| 1999      | Sır Dosyası             | Alev          |              |
| 2000      | Evdeki Yabancı          | İpek Erez     |              |
| 2001      | Çiçek Taksi             | Canan         | Capítulo 96  |
| 2002      | Anne Babamla Evlensene  |               |              |
| 2004      | Yadigar                 | Sedef         |              |
| 2006      | Taşların Sırrı          | Gülergül      |              |
| 2007      | Hayat Kavgam            |               |              |
| 2007      | Bıçak Sırtı             |               |              |
| 2008      | İki Aile                | Füsun         |              |
| 2009      | Küçük Kadınlar          |               |              |
| 2009      | Samanyolu               | Evsed         |              |
| 2010-2013 | Öyle Bir Geçer Zaman Ki | Cemile Akarsu | Protagonista |
| 2014      | Benim Adım Gültepe      | Gülümser      | Protagonista |
| 2016      | Babam ve Ailesi         | Nilgün İpekçi | Protagonista |
| 2019      | Kardeş Çocukları        | Ümran Çetin   | Protagonista |

### Cine
| Año  | Título                  | Personaje       | Nota(s) |
| ---- | ----------------------- | --------------- | ------- |
| 2000 | Gözlük                  |                 |         |
| 2006 | Tramvay                 | Seval           |         |
| 2009 | Sonsuz                  | Aylin           |         |
| 2009 | Melekler ve Kumarbazlar |                 |         |
| 2011 | Ay Büyürken Uyuyamam    | Melek           |         |
| 2013 | Benim Dünyam            | Handan Bayındır |         |
| 2018 | Müslüm                  | Emine Akbaş     |         |

## Premios
- 2nd İzmir International Film Festival, 2019 - Mejor actriz de soporte, Müslüm.

- XVI. Direct Pole Audience Awards, 2016 - Mejor actriz, Hansel ve Gretel'in Öteki Hikayesi.

- 1st Yeni Tiyatro Magazine Labor and Success Awards, 2013 - Mejor actriz de soporte, Çehov Makinesi.

- 2012, Antalya Television Awards - Mejor actriz de serie de drama, Öyle Bir Geçer Zaman Ki

- 2011, Antalya Television Awards - Mejor actriz de serie de drama, Öyle Bir Geçer Zaman Ki

- 38th Golden Butterfly Awards, 2011 - Mejor actriz de serie de drama, Öyle Bir Geçer Zaman Ki

- 16th Çırağan Lions Awards, 2009 - Mejor actriz del año, Nehrin Solgun Yüzü.

- 6th Tiyatro Theatre Awards, 2008 - Actriz del año, Bana Bir Picasso Gerek.

- 13th Sadri Alışık Awards, 2008 - Actriz del año, Bana Bir Picasso Gerek